# Atrichum anomalum
Atrichum anomalum är en bladmossart som först beskrevs av Niels Bryhn, och fick sitt nu gällande namn av Nawaschin in Zickendrath 1894. Atrichum anomalum ingår i släktet sågmossor, och familjen Polytrichaceae. Inga underarter finns listade i Catalogue of Life.